# McGuffey (Ohio)
Pour les articles homonymes, voir McGuffey.
McGuffey est un village américain situé dans le comté de Hardin, dans l’Ohio. Selon le recensement de 2010, sa population est de 501 habitants.